# بات فارمر
بات فارمر (بالإنجليزية: Pat Farmer)‏ هو منافس ألعاب قوى وسياسي أسترالي، ولد في 14 مارس 1962 في سيدني في أستراليا. حزبياً، نشط في الحزب الليبرالي الأسترالي. وقد انتخب عضو مجلس النواب الأسترالي عن دائرة Division of Macarthur ‏ (10 نوفمبر 2001 – 19 يوليو 2010).